# Спортно плуване
Спортното плуване е индивидуален или отборен състезателен спорт, който изисква използването на цялото тяло за придвижване през водата. Спортът се провежда в плувни басейни или открити води (например в море или езеро). Състезателното плуване е един от най-популярните олимпийски спортове, с разнообразни дистанции и стилове – бътерфлай, гръб, бруст, свободен стил и съчетано плуване. В допълнение към тези индивидуални събития четирима плувци могат да вземат участие в щафета свободен стил или щафетата. Щафетата се състои от четирима плувци, които плуват различен стил, подредени в реда: гръб, бруст, бътерфлай и свободен стил.
Всеки размах при плуването изисква набор от специфични техники; в състезанието има отделни разпоредби относно приемливата форма за всеки отделен размах. Съществуват и разпоредби за това какви видове бански костюми, шапки, бижута и лента за наранявания са разрешени на състезания. Въпреки че е възможно състезателните плувци да получат няколко наранявания от спорта като тендинит (възпаление на сухожилията) в раменете или коленете, има и множество ползи за здравето, свързани със спорта.
Всеки плувец изпълнява подготвителна изометрична преса, като прилага натиск надолу върху свитите си крака. Това служи за предварително натоварване на мускулите и помага да се направи последващото гмуркане по-мощно.

## Плувен басейн
Басейните на световни първенства трябва да са с дължина 50 м (дълга дистанция) и ширина 25 м, с десет коридора, обозначени от нула до девет (или от едно до десет в някои басейни; първият и последният коридор остава празен в полуфиналите и финалите); коридорите трябва да са най-малко 2,5 м широки. Те са оборудвани със стартови блокове в двата края на басейна и повечето могат да разполагат с автоматично оборудване, включително сензорни подложки за записване на времената и сензори, за да гарантират правилното предаване между постовете при щафетните дисциплини. Басейнът трябва да има минимална дълбочина от два метра.

## Галерия
- Начало на щафетата за мъже 4×100 метра по време на  Летните олимпийски игри 2008 в Пекин
- Олимпиецът Райън Лохте (в близост) стои на края на стартов блок
- В открити води обикалянето на жълтата маркировка отбелязва „обиколка“